# شهرستان راولینز (کانزاس)
شهرستان راولینز، کانزاس (به انگلیسی: Rawlins County, Kansas) شهرستانی در ایالات متحده آمریکا است که در کانزاس واقع شده‌است.